# Anjinha
1. ↑  «Descubra os verdadeiros nomes dos personagens da Turma da Mônica». Caras. UOL. Consultado em 25 de dezembro de 2019
2. ↑  «Turma da Mônica - Nomes, Nombres e Names». UOL. Arquivado do original em 26 de setembro de 2015